# Wake Forest
Wake Forest es un pueblo ubicado en el Condado de Wake en el estado estadounidense de Carolina del Norte. Según las estimaciones del año 2009 tenía una población de 27.915 habitantes y una densidad poblacional de 623.3 personas por km².

## Geografía
Wake Forest se encuentra ubicado en las coordenadas 35°58′24″N 78°31′8″O / 35.97333, -78.51889.

## Demografía
Según la Oficina del Censo en 2000 los ingresos medios por hogar en la localidad eran de $52.307, y los ingresos medios por familia eran $60.408. Los hombres tenían unos ingresos medios de $45.630 frente a los $30.205 para las mujeres. La renta per cápita para la localidad era de $22.746. Alrededor del 6.3% de las familias y del 8.8% de la población estaban por debajo del umbral de pobreza.